# Johanna van Eijbergen

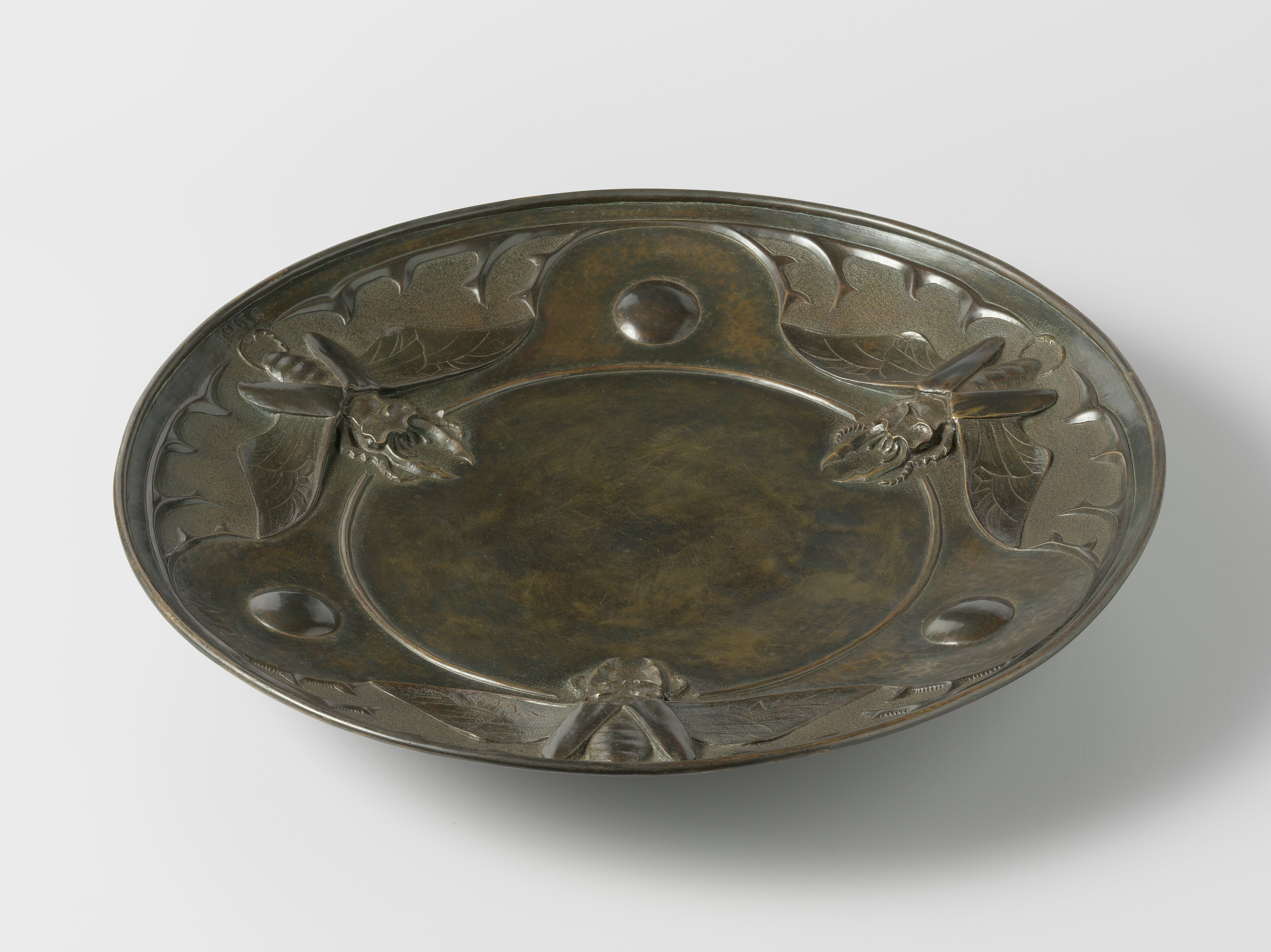
Schaal met vliegende herten in reliëf (1905)

Johanna Gerarda Theodora van Eijbergen (Ambon, 17 april 1865 – Den Haag, 13 mei 1950) was een Nederlands schilder, tekenaar, ontwerper en docent. Ze wordt ook vermeld als Johanna van Eybergen.

## Leven en werk
Johanna van Eijbergen werd geboren in Nederlands-Indië als dochter van Hendrik Cornelis van Eijbergen, assistent-resident ter beschikking van de gouverneur van de Molukse eilanden, en diens tweede echtgenote Agatha Maria van Vliet. Ze werd opgeleid tot onderwijzeres en behaalde de benodigde tekenaktes voor lager en middelbaar onderwijs. In de jaren 80 van de 19e eeuw vestigde ze zich in Den Haag, waar ze mogelijk een opleiding volgde aan de Academie van Beeldende Kunsten.
Van Eijbergen was aanvankelijk actief als schilder en tekenaar van (bloem)stillevens en figuurstukjes.  In 1893 won ze een bronzen medaille op een tentoonstelling van de Utrechtse damesvereniging Neêrlands Weldadigheid. Verder nam ze met haar schilderwerk onder meer deel aan tentoonstellingen van Levende Meesters bij de Academie van Beeldende Kunsten en Technische Wetenschappen in Rotterdam (1894) en het Stedelijk Museum in Amsterdam (1895). Later maakte ze de overstap naar toegepaste kunst in art-nouveaustijl. In 1902 nam ze deel aan een internationale expositie voor moderne decoratieve kunst in Turijn. Ze ontwierp gedreven koperwerk en was een van de eerste vrouwen die in het metaalwerk actief was. Ze was langere tijd de enige ontwerpster van metalen sier- en gebruiksvoorwerpen, en werkte in de periode 1904 tot 1909 in dienst van G. Dikkers & Co. in Hengelo. Ze voerde haar ontwerpen bij Dikkers niet zelf uit, maar hield daar wel nauw toezicht op. Van elk ontwerp werden maximaal vier exemplaren uitgevoerd. Een deel van haar werk voor Dikkers is opgenomen in de collectie van het Museum Hengelo.
Van Eijbergen zond onder eigen naam metaalwerk in voor onder andere de internationale Simplon-tentoonstelling in Milaan (1906), een tentoonstelling van de Nederlandsche Vereeniging voor Ambachts- en Nijverheidskunst (1907) in Den Haag, de Tentoonstelling van Nederlandse kunstnijverheid bij de Pulchri Studio (1908) en een tentoonstelling bij de Kunsthandel Oldenzeel (1908) in Rotterdam. "Bij eersten aanblik reeds blijkt uit den vorm en de versiering van al deze koperen vazen, kannen, borden en schotels een kloeke, zeer persoonlijke geest; 't is alles stellig uitgesproken werk, forsch en pittig", schreef het Algemeen Handelsblad over Van Eybergen en haar werk naar aanleiding van de tentoonstelling bij Oldenzeel, de krant noemde haar een ontwerper die "weet wat ze wil en een ernstig doel nastreeft".
Per 1 maart 1909 werd de afdeling kunstdrijfwerk bij Dikkers opgeheven. In datzelfde jaar werd Van Eijbergen benoemd tot lerares aan de Industrieschool voor meisjes en de plaatselijke Handelsschool in Alkmaar. Ze was lid van de VANK en het Alkmaars tekengenootschap Kunst zij ons doel en bestuurslid van de in 1913 opgerichte Vereeniging van leeraressen bij het industrieonderwijs. Vanaf 1918 was Van Eijbergen door ziekte geregeld niet in staat les te geven. In 1930 kreeg ze eervol ontslag en keerde ze terug naar Den Haag.
Johanna van Eijbergen overleed op 85-jarige leeftijd, ze werd begraven op Oud Eik en Duinen.

## Enkele werken
- 1905 Schaal met vliegende herten in reliëf, collectie Rijksmuseum Amsterdam
- 1905 Messing vaasje, collectie Drents Museum[6]
- ca. 1905 Vaas met decor van een kever, messing, collectie Drents Museum
- Museum Hengelo(Ov) bezit een grote collectie  kunstkoperwerk